# ミラージュのテーマ
「ミラージュのテーマ」（英語: MIRAGE）は、日本のロックバンド・ゴダイゴの日本版6作目のシングル。

## 解説
- 「ミラージュのテーマ」は『CMソング・グラフィティ VOL.1 ゴダイゴ・スーパー・ヒッツ』からのシングル・カットで、アメリカン・カレッジ・フットボールの公式戦「ミラージュボウル」のテーマソング、及び三菱自動車・「ミラージュ」(※大会名はここに由来)のCMソングに使用された。
- 「水滸伝のテーマ」はイギリスで発売されたアルバム『THE WATER MARGIN』（内容は日本で発売されたアルバム『新創世紀』のうち、「SALAD GIRL（僕のサラダ・ガール）」を「THE WATER MARGIN（水滸伝のテーマ）」に差し替えたもの）からのシングル・カットである。この曲は元々、ピートマック・ジュニアが歌うTVドラマ『水滸伝』の主題歌「夜明けを呼ぶもの」を英語に訳してゴダイゴの演奏で歌ったものである。そのため、ゴダイゴの基本スタイルである、英語作詞→作曲→編曲→日本語作詞の方法が取られていない珍しい曲である。本作は加入したばかりのトミー・スナイダーが歌唱しているが、演奏は浅野良治が脱退してドラマーが不在の時に先に録音したため、当初はタケカワユキヒデによる歌唱も想定され、ドラムは鈴木“ウータン”正夫が単発で担当し、ベースもスティーブ・フォックスに代わってミッチー長岡（長岡道夫・SHOGUN）が担当した。
- このシングルには、1978年までにプレスされた「サトリル」レーベル盤（ジャケットのロゴマークは「S」を図案化したサトリルのロゴ）と、1979年以降にプレスされた「コロムビア」レーベル盤（ジャケットのロゴマークを日本コロムビアの社章でもあるツインノーツに差し替え）とがある。また「サトリル」盤には、三菱自動車販売店用のジャケットも存在している。全て同じ規番である。これは原盤制作に関与した日本テレビ音楽とサトリル・レコード（英国のレーベル）との契約が1978年に満了したことによる措置である。なお、「君は僕のチェリー」など日本テレビ音楽が関与していない作品は当初から「コロムビア」レーベルで発売されていた。

## 収録曲
1. ミラージュのテーマ [3:15]
作詞：奈良橋陽子
作曲：タケカワユキヒデ
編曲：ミッキー吉野
2. 水滸伝のテーマ [4:05]
作詞：水木かおる、奈良橋陽子
作曲：佐藤勝
編曲：ミッキー吉野
「夜明けを呼ぶもの」の英語版。この曲はイギリス盤で22万枚を売り上げ[1]、全英シングルチャート（OCC）で最高37位を記録した[1][2]。

## 参加ミュージシャン
ゴダイゴ
- タケカワユキヒデ：Vocals (#1)
- ミッキー吉野：Keyboards (#1,2)
- スティーヴ・フォックス：Bass (#1)
- 浅野孝已：Guitars (#1,2)
- トミー・スナイダー：Drums (#1)、Vocal (#2)

サポートミュージシャン
- 長岡道夫：Bass (#2)
- 鈴木"ウータン"正夫：Drums (#2)

## タイアップ
- 三菱自動車工業『ミラージュ』CMソング (#1)
- BBC系テレビドラマ『水滸伝』主題歌 (#2)